# موكيمبوا دا برايا

موكيمبوا دا برايا هي بلدة تقع في محافظة كابو ديلغادو شمال موزمبيق على المحيط الهندي.بلغ عدد سكان البلدة 127،705 نسمة في 2017.